# 微分几何

三角形沉浸在一个鞍形面（一个双曲抛物面）上，以及两条发散的超平行线。

微分幾何研究微分流形的幾何性質，是現代數學中的一主流研究方向，也是廣義相對論的基礎，與拓撲學、代數幾何及理論物理關係密切。
古典微分几何起源于微积分，主要内容为曲线论和曲面论。歐拉、蒙日和高斯被公认为古典微分几何的奠基人。近代微分几何的创始人是黎曼，他在1854年创立了黎曼几何（实际上黎曼提出的是芬斯勒几何），这成为了近代微分几何的主要内容，并在相对论有极为重要的作用。埃利·嘉当和陈省身等人曾在微分几何领域做出极为杰出的贡献。

## 內在對外在
從一開始到19世紀中葉，微分幾何是從外在觀點來進行研究的：曲線和曲面是被放在更高維度的歐幾里得空間中來考慮的（譬如曲面被放在三維的背景空間中）。其中的最簡單的成果就是曲線微分幾何中的結果。內在觀點開始於黎曼的工作，在那裡因為幾何對象被認為是獨立的給出的，所以不能說移到外面來考慮這個對象。
內在的觀點更加靈活，例如在相對論中時空不能很自然的用外在形式表示。但用內在的觀點，曲率和聯絡這樣的結構比較難定義一些，所以採用內在的觀點也不是沒有代價的。
這兩種觀點也是可以融通的，即外在幾何可以被看作是附加於內在幾何上的結構。（見納什嵌入定理）

## 技术要求
微分几何的工具也就是流形上的微积分：包括对于流形，切丛，余切丛，微分形式，外微分，{\displaystyle p}-形式在{\displaystyle p}维子流形上的积分以及斯托克斯定理，楔积，和李导数的研究。这些都和多变量微积分相关；但对于几何上的应用来讲，必须发展一种在某种意义上和特定坐标系无关的方法。微分几何的特殊概念可以说是那些体现几何本质的二阶导数：曲率的很多表现方式。
可微流形是一个拓扑空间，它有一个开覆盖，其中的每个开集同胚于{\displaystyle R^{n}}中的一个开单位球。并且，如果{\displaystyle f},{\displaystyle g}是其中两个同胚映射，则函数{\displaystyle f^{-1}\circ g}无限可微。我们称一个函数无限可微，如果它和每个同胚的复合是从开球到{\displaystyle R}的无限可微函数。
在流形的每一点，有一个该点的切空间，它由每个从该点离开进行运动的所有可能的速度（方向和大小）所组成。对一个n维流形，每点的切空间是一个n维向量空间，或者说是一个Rn。切空间有多种定义。其中一个是作为所有在该点取值为0的函数组成的线性空间的对偶空间，除以
所有取值为0并且一阶导数为0的函数空间（所得到的余空间）。导数为0可以定义为“和任何可微的从实数到该流形的函数的复合的导数为0”，因而只需要用到可微性。
向量场是从流形到它的切空间的并集（切丛）的函数，在每一点所取的值是该点的切空间的一个元素。这样的映射称为纤维丛的截面。
向量场可微，如果该向量场应用到每个可微函数都得到一个可微函数。向量场可以看作是时不变的微分方程组。从实数到流形的可微函数是流形上的曲线。这给了一个从实数到切空间的函数：曲线上每点的速度。一条曲线称为一个向量场的一个解，如果曲线每点的速度和向量场在该点的值相等。
交错k维线性形式是向量空间V的对偶空间V*的反对称k阶向量积的一个元素。k微分形式就是在流形的每一点选取一个这样的交错k形式--V在这里就是该点的切空间。如果它作用在k个可微向量场上的结果是流形上的一个可微函数，则称它可微。体积形式是维数和流形相同的微分形式。

## 分支
- 黎曼幾何

黎曼几何以黎曼流形为主要研究对象— 有额外结构的光滑流形，他们因此无穷小得看起来像欧几里得空间。这使得欧几里得几何的诸如函数的梯度，散度，曲线的长度等概念得到了推广；而无须假设空间整体上有这么对称。
- 复幾何

研究的对象是复流形。这是一类有着可积的近复结构的微分流形。因为非奇异的复代数簇自然的是复流形，因此与复代数几何有着紧密的联系。
- 辛幾何

这是研究辛流形的学科。一个辛流形是带有辛形式（也就是，一个闭的非退化2-形式）的微分流形。
- 切觸幾何

这是辛几何在奇数维上的对应物。大致来说，在(2n+1)微流形上的切触结构是一个1-形式{\displaystyle \alpha }使得{\displaystyle \alpha \wedge (d\alpha )^{n}}处处非退化。
- 芬斯勒幾何

芬斯勒几何以芬斯勒流形为主要研究对象— 这是一个有芬斯勒度量的微分流形，也就是切空间被赋予了巴拿赫范数。芬斯勒度量是比黎曼度量一般得多的结构。

## 外部連結
- A Modern Course on Curves and Surface, Richard S Palais, 2003
- Richard Palais's 3DXM Surfaces Gallery